# Искыр (село, Плевенская область)
Искыр (болг. Искър) — село в Болгарии. Находится в Плевенской области, входит в общину Гулянци. Население составляет 318 человек (2009).

## Политическая ситуация
В местном кметстве Искыр, должность кмета (старосты) исполняет Стефан Великов Тодоров по результатам выборов 2007 года.
Кмет (мэр) общины Гулянци — Лучезар Петков Яков (Болгарская социалистическая партия (БСП)) по результатам выборов 2007 года.